# Wilhelm Wedde
Wilhelm Wedde (* 6. Oktober 1890 in Bredelem; † 12. Januar 1955 ebenda) war ein deutscher Politiker der CDU. 
Er war Landwirt und Mitglied des Ernannten Braunschweigischen Landtages vom 21. Februar 1946 bis zum 21. November 1946. 

## Quelle
- Barbara Simon: Abgeordnete in Niedersachsen 1946–1994. Biographisches Handbuch. Hrsg. vom Präsidenten des Niedersächsischen Landtages. Niedersächsischer Landtag, Hannover 1996, S. 398.

| Personendaten    | Personendaten             |
| ---------------- | ------------------------- |
| NAME             | Wedde, Wilhelm            |
| KURZBESCHREIBUNG | deutscher Politiker (CDU) |
| GEBURTSDATUM     | 6. Oktober 1890           |
| GEBURTSORT       | Bredelem                  |
| STERBEDATUM      | 12. Januar 1955           |
| STERBEORT        | Bredelem                  |